# Cheshmeh Gondeh
Cheshmeh Gondeh (persiska: چشمه گنده, Cheshmeh Gandāb) är en ort i Iran.   Den ligger i provinsen Khorasan, i den nordöstra delen av landet, 800 km öster om huvudstaden Teheran. Cheshmeh Gondeh ligger 1 337 meter över havet och antalet invånare är 134.
Terrängen runt Cheshmeh Gondeh är kuperad åt nordost, men åt sydväst är den platt.Runt Cheshmeh Gondeh är det ganska glesbefolkat, med 42 invånare per kvadratkilometer. Närmaste större samhälle är Sefīd Sang, 6,6 km sydost om Cheshmeh Gondeh. Omgivningarna runt Cheshmeh Gondeh är i huvudsak ett öppet busklandskap.